# Paul Böttcher
 Paul Böttcher  (auch Paul Dübendorfer, Hans Sallbach; * 2. Mai 1891 in Leipzig; † 17. Februar 1975 ebenda) war ein deutscher kommunistischer Politiker, Abgeordneter und Journalist.

## Leben

### In SPD, USPD und KPD; Journalist
Nach dem Besuch der Volksschule lernte er Schriftsetzer. Mit 16 Jahren trat er 1907 der Sozialistischen Jugend bei, die in Leipzig antimilitaristisch war und Karl Liebknechts Linie vertrat und wurde 1908 ihr Vorsitzender. 1908 wurde er Gewerkschaftsmitglied. Auf einer Wanderschaft bereiste er einige Länder Europas, kehrte 1914 zurück und wurde hauptamtlicher Jugendsekretär seiner Gewerkschaft.
In der SPD stand er auf dem linken Flügel und ging 1917 zur neu gegründeten USPD. Im November 1918 wurde er Redakteur der „Leipziger Volkszeitung“. 1920 ging er nach Stuttgart und wurde Chefredakteur des Organs der Linken „Sozialdemokrat“. Im Oktober 1920 war er Delegierter des Parteitags der USPD und des Vereinigungsparteitags im Dezember 1920, auf dem sich die USPD-Linke mit der KPD zur VKPD vereinigte. Dort wurde er in den Zentralausschuss gewählt.

### Abgeordneter und Minister, KPD-O
Im Februar 1921 ging er nach Berlin und wurde Chefredakteur des KPD-Zentralorgans „Die Rote Fahne“. 1921 wurde er Mitglied der Zentrale, ging im Oktober 1921 zurück nach Leipzig als Redakteur des „Kurier“. 1923 war er als Abgeordneter Vorsitzender der KPD-Fraktion im Sächsischen Landtag und politischer Leiter im Parteibezirk Westsachsen.
Im Oktober 1923 wurde eine Koalitionsregierung von SPD und KPD gebildet, in der Böttcher Finanzminister wurde. Diesen Posten hatte er vom 10. bis 29. Oktober 1923 inne. Dann entsandte Reichspräsident Friedrich Ebert, SPD, die Reichswehr, die die Regierung unter Erich Zeigner absetzte.
Zeitweise war er Mitglied des erweiterten Exekutivkomitees der  Komintern. 1924 bei der ersten ultralinken Wende der KPD wurde er als führender „Rechtsabweichler“ aller Parteifunktionen enthoben und blieb nur Landtagsabgeordneter. 1926, nachdem die ultralinke Parteiführung wegen politischen Versagens abgesetzt war, wurde Böttcher wieder zur Parteiarbeit herangezogen und wurde Chefredakteur der „Sächsischen Arbeiterzeitung“. Auf dem 11. Parteitag, auf dem sich die zweite ultralinke Wende ankündigte, wurde er nicht mehr in das Zentralkomitee gewählt, blieb aber Vorsitzender der Landtagsfraktion und Mitglied der Bezirksleitung. Auf der zentralen Reichsparteiarbeiterkonferenz am 4. November 1928 protestierte er gegen die neue Wende. Er war nicht bereit, die RGO-Politik und Sozialfaschismusthese mit zu tragen. Vor allem bemängelte er den Abbau der innerparteilichen Demokratie. Ende 1928 wurde er als Redakteur abgesetzt, am 4. Januar 1929 aus der KPD ausgeschlossen.
Er wurde sofort Mitglied der KPD-O und war politischer Sekretär für Westsachsen, Mitglied der Reichsleitung, Redakteur der Tageszeitung „Arbeiterpolitik“, erst in Leipzig, dann in Berlin. Am 15. Januar 1929 gab Böttcher im Sächsischen Landtag seinen Ausschluss aus der KPD-Fraktion bekannt. Fortan führte er bis zu den folgenden Landtagswahlen eine fünfköpfige KPO-Fraktion an, der unter anderem Robert Siewert angehörte. In nachfolgenden Wahlperioden konnte die KPD-O kein Landtagsmandat erringen.

### Widerstand
1933 kam er für kurze Zeit in „Schutzhaft“ der Nazis, konnte dann aber in die Schweiz emigrieren. Dort arbeitete er als freier Journalist. Zusammen mit seiner Lebensgefährtin Rachel Dübendorfer wurde er mit Beginn des Zweiten Weltkriegs tätig als Agent des sowjetischen und des schweizerischen Militärnachrichtendienstes. Unter anderem leiteten sie Informationen zwischen diesen beiden Diensten weiter, konkret zwischen den Personen Christian Schneider und Sándor Radó und hatten Verbindung nach Frankreich zu Leopold Trepper und Henry Robinson.

## Nachkriegszeit
Nach dem Krieg kehrte er in den Osten Deutschlands zurück. Am 23. Februar 1946 wurde er zusammen mit anderen Mitgliedern der Gruppe nach Moskau geflogen und dort verhaftet. Martha Böttcher wurde von der SED-Führung irregeführt, ihr Mann komme wegen seiner besonderen Arbeit nicht zum Schreiben; aber es bestehe kein Anlass zur Sorge. Am 12. Februar 1947 wurde Paul Böttcher nach Artikel 58.6 des sowjetischen Strafgesetzbuches zu zehn Jahren Lagerhaft verurteilt. Bis zur Entlassung im Chruschtschowschen Tauwetter, der sog. Entstalinisierung, wanderte er unter unmenschlichen Bedingungen durch rund 40 Gefängnisse und Lager. Er arbeitet trotz seiner Invalidität als Holzfäller, Zimmermann, Maurer, Anstreicher, Sanitäter, Buchbinder und Bibliothekar. Im März 1956 konnte er nach Leipzig zurückkehren. Zur Strafe für seine Zugehörigkeit zur KPD-O von 1929 bis 1933 erkannte die Zentrale Parteikontrollkommission (ZPKK) anfangs seine Parteimitgliedschaft erst ab 1934 an. Dies wurde später aufgrund seines Einspruchs auf das Jahr 1909 zurückdatiert. Er wurde Mitglied der SED und stellvertretender Chefredakteur der „Leipziger Volkszeitung“. 1968 wurde er pensioniert. Er erhielt zahlreiche Orden der DDR und der Sowjetunion, unter anderem 1965 den Karl-Marx-Orden und 1971 den Vaterländischen Verdienstorden in Gold sowie andere Ehrungen. Für Paul Böttcher gehörte Kritik an der stalinistischen Degeneration und Solidarität mit der Sowjetunion zusammen.
In den Nachrufen blieb seine KPD-O-Mitgliedschaft unerwähnt. Bei seiner Beisetzung auf dem  Ehrenhain  der  Sozialisten  im  Leipziger Südfriedhof wurden keine Reden gehalten. Der kritische Kommunist, ein bedeutender Redakteur der kommunistischen Presse, wünschte keine Lügen an seinem Grab.
Der Schriftsteller Erich Loest setzte Böttcher in der 2009 erschienenen Erzählung Wäschekorb ein literarisches Denkmal.

## Zeitschriftenbeiträge (Auswahl)
In: Der sozialistische Arzt.
- Der Kampf um die Volksgesundheit. Beispiele aus den Arbeiten des sächsischen Landtags. 3. Jg. (1928), Heft 4 (April), S. 27–32 Digitalisat